# 광주 충효동 정려비각
광주 충효동 정려비각(光州 忠孝洞 旌閭碑閣)은 광주광역시 북구 충효동에 있는 조선시대의 건축물이다. 1985년 2월 23일 전라남도의 기념물 제79호로 지정되었다가, 1985년 2월 25일 광주광역시의 기념물 제4호로 재지정되었다.

## 개요
임진왜란 때 의병장으로 활약했던 김덕령(1567∼1596)과 그의 부인 흥양 이씨, 그의 형 김덕홍(1558∼1592), 그의 아우 김덕보(1571∼1596) 등 일가족의 충효와 절개를 기리기 위해 나라에서 마을 앞에 세운 비석과 비각이다.
김덕령은 그의 형이 고경명의 지휘 아래 참전한 금산전투에서 전사하자 상중(喪中)인데도 의병을 모집하여 왜군의 전라도 진출을 막기 위해 진해와 고성 등지에서 싸웠다. 그러나 이몽학의 반란에 연루되었다는 모함으로 혹독한 고문 끝에 20일만에 옥사하였다. 그의 부인 이씨는 정유재란 때 추월산에 피신해 있다가 일본군의 추격을 받고 순절하였다. 또한 그의 동생 덕보는 두 형을 잃고 전쟁 후에 잠시 장릉참봉이란 벼슬을 지냈을 뿐 벼슬을 사양하고 은거생활을 하다가, 뒷날 1627년 정묘호란이 일어나자 안방준과 함께 의병을 일으켰으나 나이가 많고 병이 들어 전장에는 나가지 못하였고, 그해 한 많은 세상을 뜬다.
1788년(정조12년) 왕명으로 충효리(忠孝里)라는 마을 이름을 하사받고 이듬해(1789년) 그 유래를 밝힌 이 비를 세웠고, 비각은 1792년 세웠다.
비는 높이 220cm·너비 68cm 크기이며, 비각은 앞면 3칸·옆면 1칸 규모이며, 지붕은 옆면에서 볼 때 사람 인(人)자 모양의 맞배지붕이며 삼문과 담장이 둘렀다. 특히 비석의 뒷면에는 김장군 일가의 충·열·효에 대한 칭찬의 글 뿐 아니라 ‘충효지리(忠孝之里)’라는 동네 이름까지 임금이 직접 지어 내렸다는 내용이 써있어 특이하다. 비문은 서유린이 지었고, 1789년(정조13년) 3월에 썼다.

## 참고 자료
- 충효동정려비각 - 국가유산청 국가유산포털
- 호남정신 뿌리찾아-86. 정조임금, 김덕령에게 충장공 시호를 내리다 - 광주 북구 충효동 정려비각